# Wugigarra tjapukai
Wugigarra tjapukai là một loài nhện trong họ Pholcidae. Loài này được phát hiện ở Queensland và là loài điển hình của chi Wugigarra.